# Žebřinový vůz

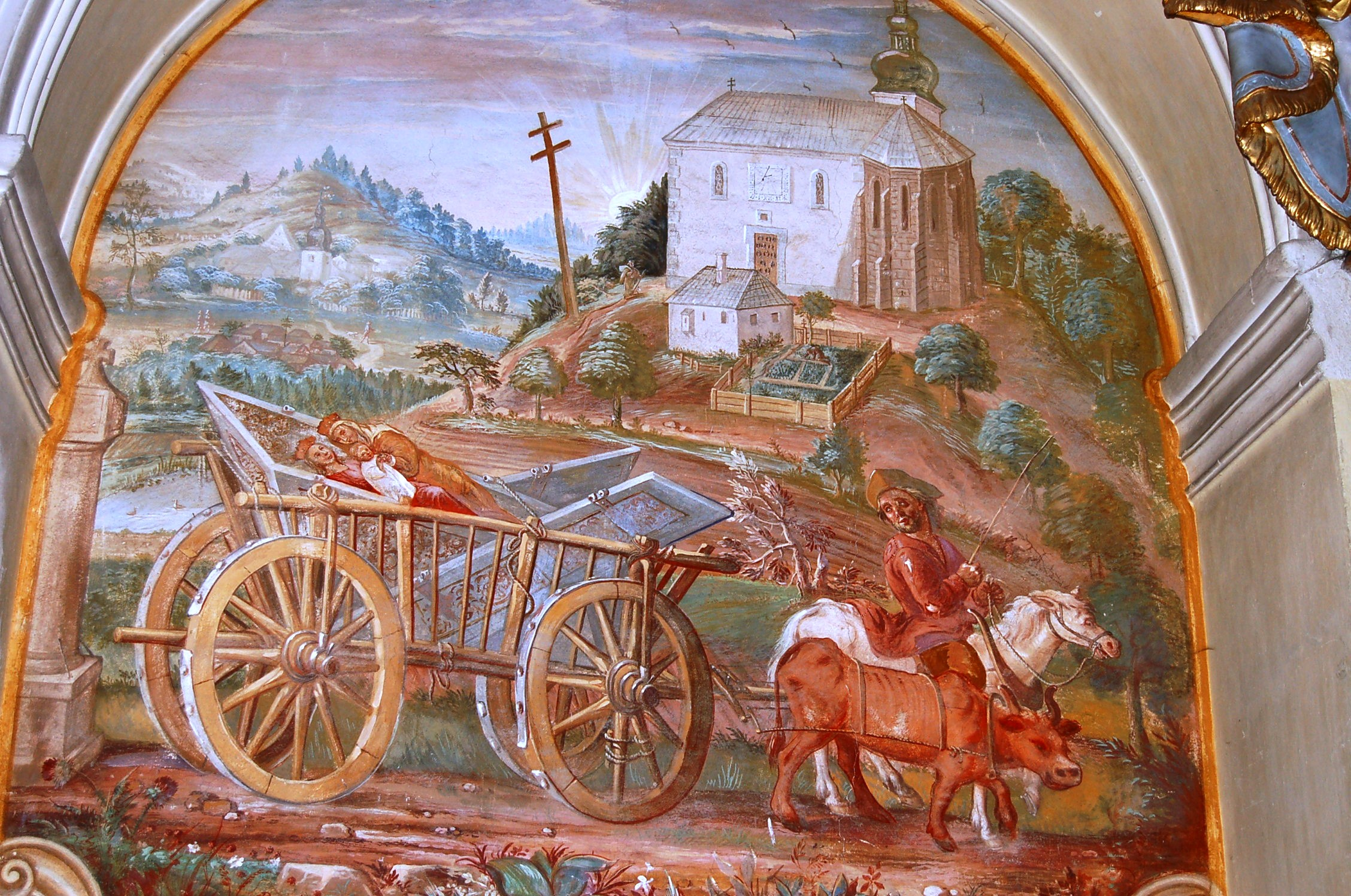
Žebřiňák s koňsko-volským potahem na historizující nástěnné malbě z 18. století (poutní kostel sv. Anny u Plané).

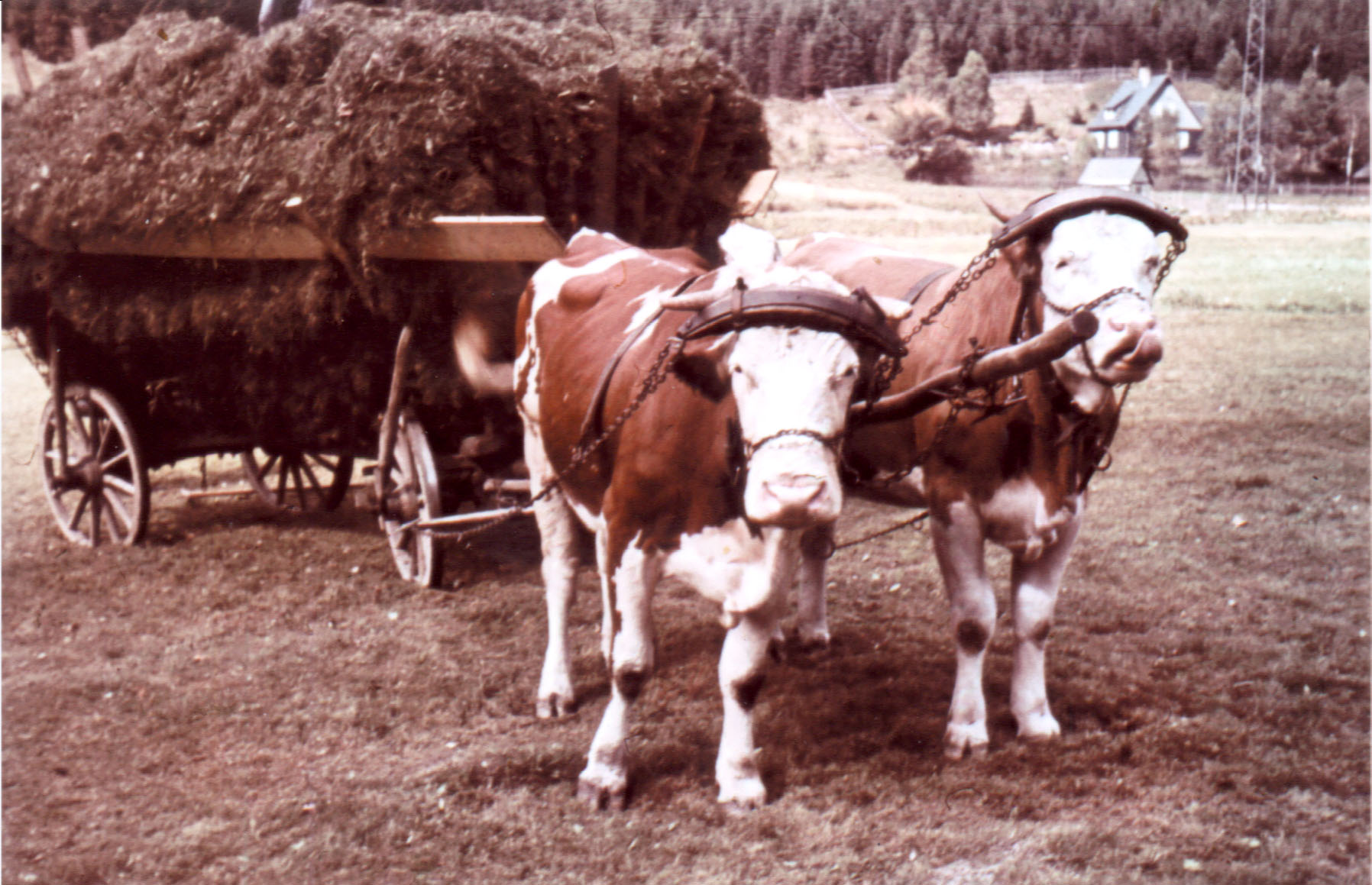
Žebřiňák s kravským potahem

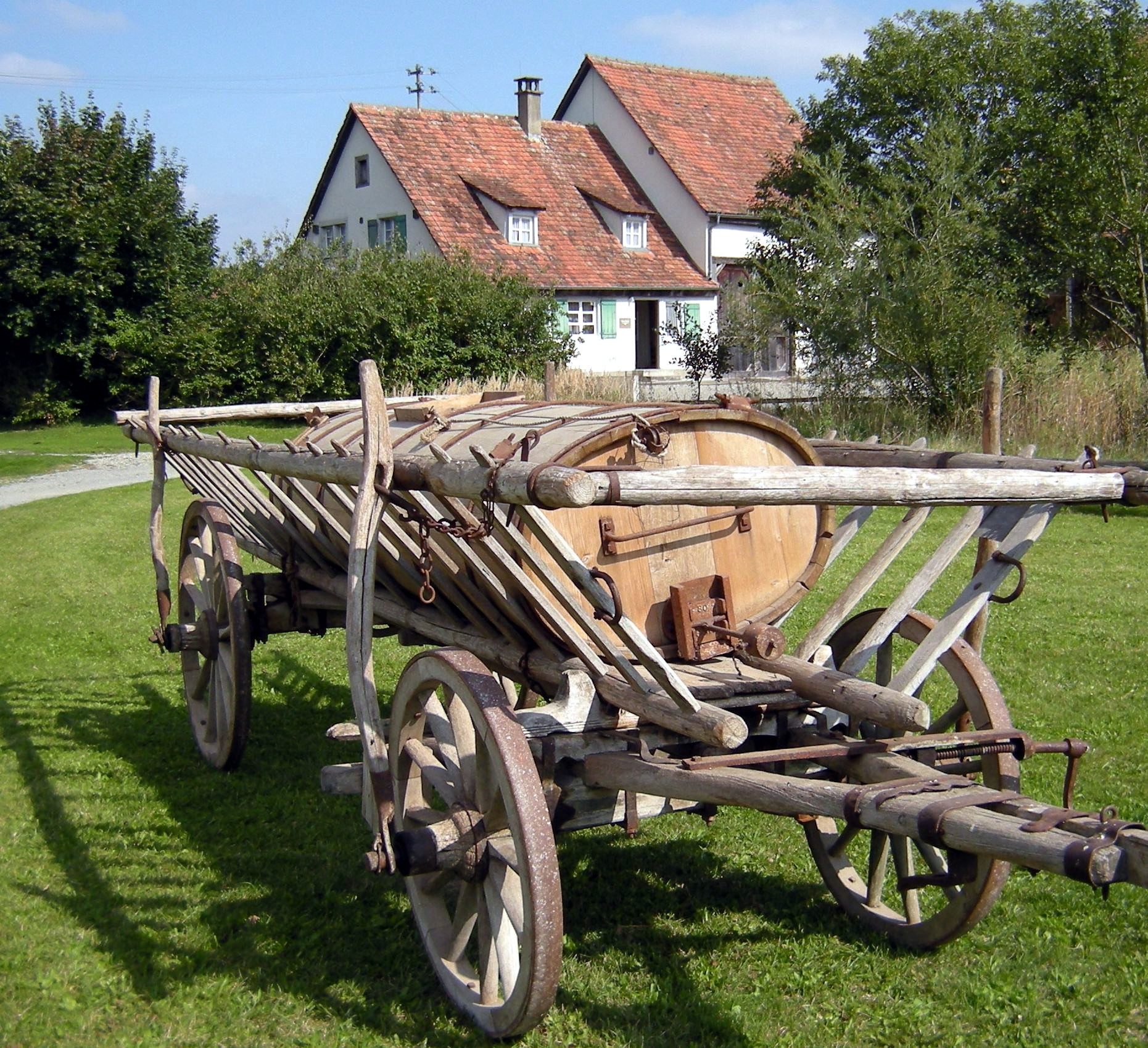
Žebřiňák s lejtou

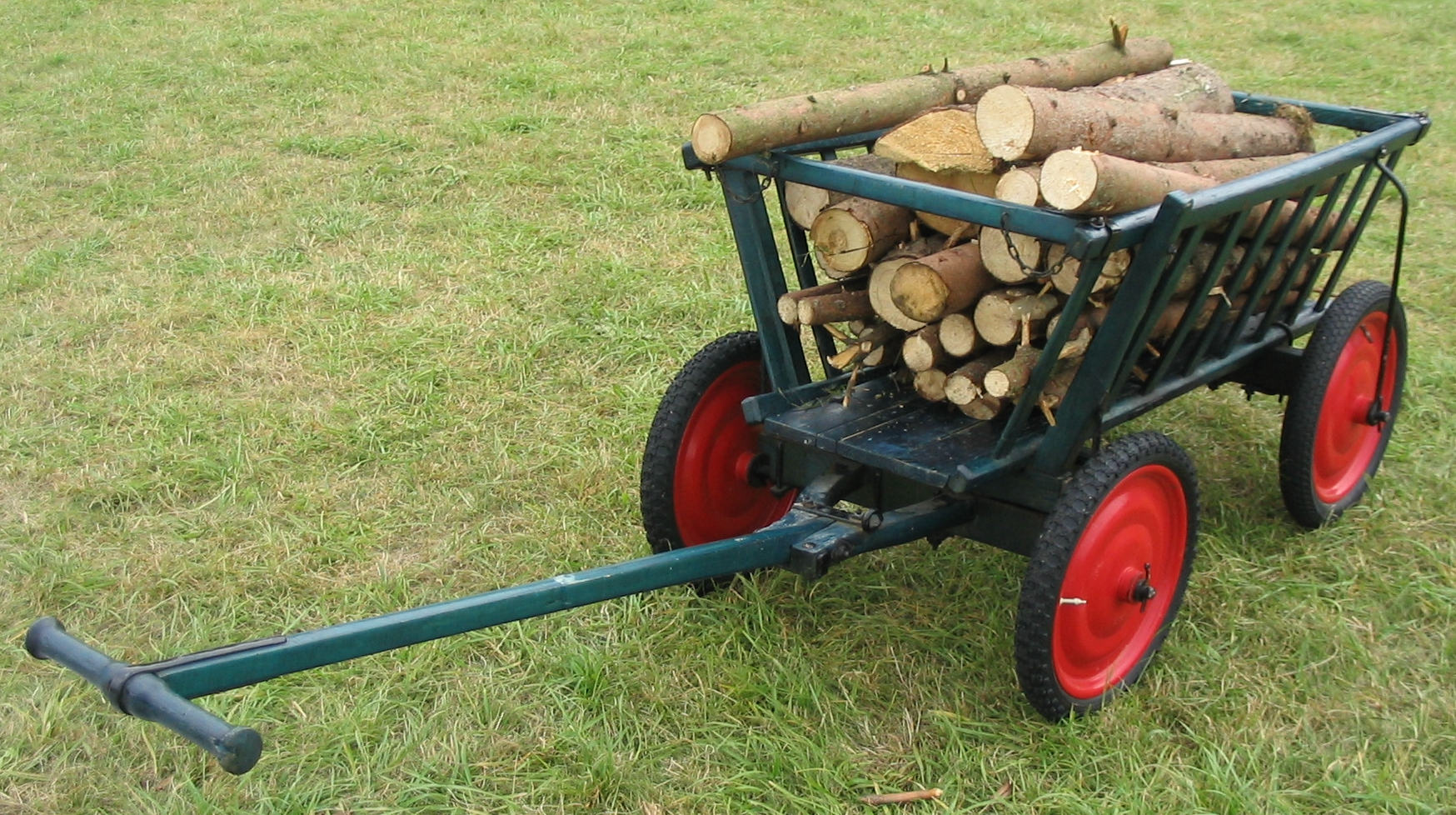
Ruční žebřinový vozík

Žebřinový vůz neboli žebřiňák je dřevěný vůz se čtyřmi  koly, ve střední a východní Evropě hojně užívaný až do poloviny 20. století hlavně k přepravě sklizeného obilí, stébelnatých pícnin, sena, slámy, trávy apod. Jeho konstrukce umožňovala naložit tyto objemné, ale nepříliš těžké produkty do veliké výšky a takto naložená fůra se nakonec převázala provazem. Místo žebřin se na podvozek dala nasadit i bedna na přepravu zeminy nebo hnoje, případně podlouhlá bečka na převoz močůvky.

## Popis
Na poměrně úzké dřevěné desce je upevněna zadní náprava s volně otočnými loukoťovými koly, výkyvná přední náprava je připevněna čepem uprostřed. Do přední nápravy je upevněna dlouhá oj, k níž se zapřahal potah a která umožňovala řízení vozu („rejd“). Na obou stranách desky mohly být šikmo umístěny žebřiny, nad nápravami podepřené klanicemi a vpředu i vzadu spojené tzv. rozpěráky. 
Žebřiňák se dal snadno rozebrat i bez použití zvláštního nářadí a běžně se používal i k dopravě osob a zboží. Místo žebřin mohla být na desce užší prkenná korba na převoz zeminy či hnoje, případně dlouhá válcová bečka (lejta) na rozvoz močůvky nebo kejdy. 
Kola vozu byla též dřevěná, zpravidla loukoťová, po obvodu opásaná železnou obručí, která kolo jednak chránila při pojezdu vozidla, ale i stahovala a udržovala pohromadě. 
Žebřiňáky včetně kol  vyráběli a udržovali specializovaní řemeslníci, koláři, což je dnes již téměř zaniklé řemeslo. 
S rozvojem průmyslové výroby začaly žebřiňáky vytlačovat ploché valníky s kovovými koly a gumovými pneumatikami, od poloviny 20. století převážně tažené traktorem. Odpružený valník jel daleko klidněji než drkotající žebřiňák a mohl tudíž jet rychleji, třeba za motorovým vozidlem. 

## Rozdělení podle pohonu
- lidskou silou – malé žebřinové vozy, osobní ruční vozíky
- tažené zvířetem – velké žebřinové vozy
  - skot
  - kůň
- traktor